# Nissan GT-R LM Nismo
La Nissan GT-R LM Nismo est une voiture de course d'endurance conçue et utilisée par Nissan pour courir en Championnat du monde d'endurance FIA 2015 ainsi qu'aux 24 Heures du Mans 2015. Elle est présentée dans un spot publicitaire à l’occasion du Super Bowl XLIX (le 2 février 2015). Ce prototype dispose d’un design et de solutions techniques innovantes pour ce type de compétition.

## Le projet
Depuis plusieurs éditions Nissan a sponsorisé plusieurs projets spéciaux aux 24 heures du Mans, notamment avec la Deltawing et ZEOD RC. En 2014, la marque a donc annoncé son retour sur le circuit des 24 Heures du Mans pour l’année 2015.
Le projet de la Nissan GT-R LM Nismo a commencé début 2014, avec pour ingénieur en chef Ben Bowlby et une équipe répartie entre les États-Unis, le Japon et l’Angleterre. Le budget de Nissan pour le développement de cette voiture est relativement important, avec pour preuve la promotion fait par Nissan pour son engagement au 24 heures du Mans avec un spot au Super Bowl dont le coût est estimé à 18 millions de dollars,.

## La voiture
Pour son retour à l’endurance, Nissan a créé une voiture bien particulière et avec des solutions techniques peu communes dans le sport automobile.
La Nissan GT-R LM Nismo est une LMP1 avec les caractéristiques suivantes,,,, :
- Moteur avant V6 3,0 l biturbo essence
- Transmission aux roues avant
- Roues avant plus larges que les roues arrière (14 pouces à l’avant, puis 16 pouces à cause de problèmes de freinage dus au manque du système KERS et 9 pouces à l’arrière)
- Puissance cumulée annoncée de 1 600 chevaux
- Système de récupération de l’énergie cinétique à volant d'inertie type KERS
- Poids de 880 kg

## Pilotes
Les pilotes de la Nissan GT-R LM engagés en Championnat du monde d'endurance FIA 2015 sont :
- Pour la no 22 : Harry Tincknell / Michael Krumm / Alex Buncombe (en)
- Sur la no 23 : Olivier Pla / Jann Mardenborough / Max Chilton

S'y ajoutent, pour les 24 Heures du Mans 2015 :
- Pour la no 21 : Tsugio Matsuda / Mark Shulzhitskiy (en) / Lucas Ordóñez
- Marc Gené laisse sa place quelques semaines avant la course pour devenir simple consultant.

## Résultat en course

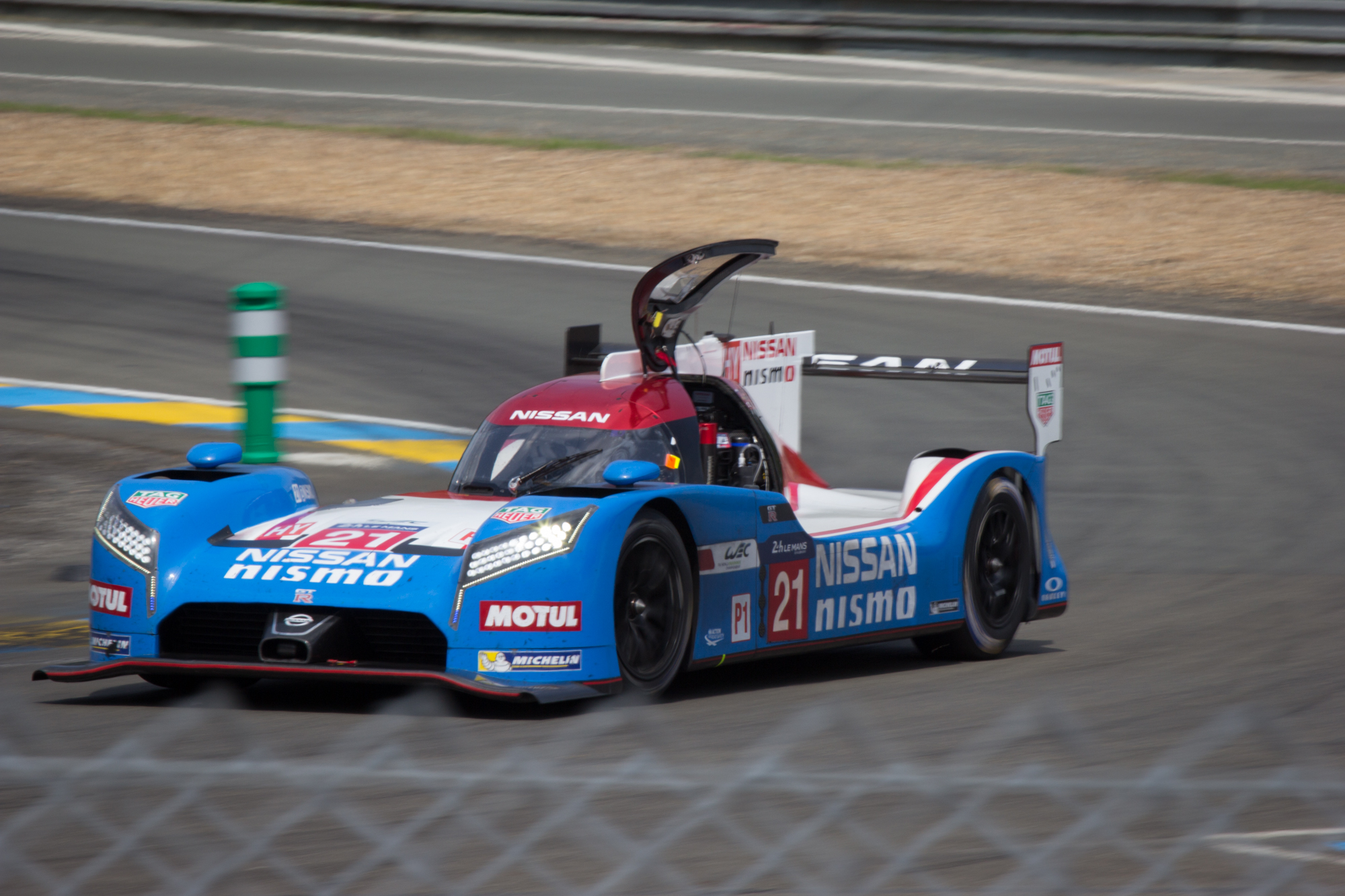
Problèmes de portière pour la no 21

L'équipe annonce que la voiture ne sera pas prête pour les deux premières manches du Championnat d'Endurance à Silverstone et à Spa. Lors de la journée test, les 3 Nissan se retrouvent à plus de 20 secondes des Porsche et des Toyota.
En qualification elles sont à plus de 110 % du chrono de la pôle de la Porsche 919 ce qui aurait pu entraîner une disqualification. Les trois voitures seront finalement autorisée à prendre le départ aux 30e, 31e et 32e places, bien qu'ayant réalisé les 12e, 13e et 15e chronos.
La no 23 ne prendra le départ que trente minutes plus tard à la suite d'un problème technique. Mais les problèmes vont s'accumuler tout au long de la course :
- Problème de fermeture de porte sur la no 21, en pleine ligne droite;
- en pleine nuit la no 22 percute un objet sur la piste et arrache son carénage moteur.

La numéro 21 abandonnera au bout de 9 h 40 à la suite de la perte de la roue avant droite et la no 23 abandonne sur une panne de suspension, 1 h 25 avant la fin de la course.
La dernière, la no 22 terminera non classé après avoir passé plus de 7 H 00 dans son stand avec 153 tours de retard sur le vainqueur, la Porsche no 19.

## Fin du programme
Après avoir déclaré forfait pour le reste des manches du Championnat du Monde d'Endurance après l'échec au Mans, Nissan souhaite se retirer pour revenir plus fort en 2016. Darren Cox est écarté du projet quelques mois après Le Mans.
Le 22 décembre 2015, Nissan Motorsport annonce ne pas poursuivre le programme en WEC.